# Ignorance is Bliss
Ignorance Is Bliss är ett album av Face to Face, släppt den 27 juli, 1999.

## Låtar på albumet
1. "Overcome"
2. "In Harms Way"
3. "Burden"
4. "Everyone Hates A Know-it-all"
5. "Heart Of Hearts"
6. "Prodigal"
7. "Nearly Impossible"
8. "I Know What You Are"
9. "God Is A Man (The Devil You Know)"
10. "(A) Pathetic"
11. "Lost"
12. "Run In Circles"
13. "Maybe Next Time"